# 1. HMNL 2019./20.
1.HMNL 2019./20. je dvadeset i deveta sezona prvog ranga hrvatskog malonogometnog prvenstva, a u ligi sudjeluje 12 momčadi. 
 
Kao posljedica pandemije COVID-19 u svijetu i Hrvatskoj, u ožujku je došlo do prekida odigravanja nogometnih i malo nogometnih natjecanja u Hrvatskoj 
 
6. svibnja 2020. Hrvatski nogometni savez je donio odluku da će doći do nastavka 1. HMNL, a 2. HMNL je zaključena postignutim rezultatima, a njeni prvaci će igrati kvalifiklacije za 1. HMNL.
 
 
Prvak je prvi put postao klub "Olmissum" iz Omiša.

## Sustav natjecanja
Prvenstvo se igra u dva dijela: ligaškom i doigravanju. 

U ligaškom sudjeluje 10 momčadi koje odigraju ligu dvokružnim sustavom (18 kola). Po završetku lige osam najbolje plasiranih momčadi se plasira u doigravanje za prvaka koje se igra na ispadanje. Četvrtzavršnica i poluzavršnica se igra na dvije dobivene utakmice, a završnica na tri dobivene utakmice. 

Zbog pandemije COVID-19, liga je bila prekinuta nakon 15. kola, a nastavljena u lipnju 2020. 
 
Doigravanje je promijenjeno na način da se igra samo po jedna utakmica u svakoj fazi doigravanja.

## Sudionici
- Alumnus - Sesvete
- Crnica - Šibenik
- Futsal Dinamo - Zagreb
- Novo Vrijeme Apfel - Makarska
- Olmissum - Omiš
- Split - Split
- Square - Dubrovnik
- Universitas - Split
- Uspinjača Gimka - Zagreb
- Vrgorac - Vrgorac

## Ligaški dio sezone

### Ljestvica
| poz. | klub               | ut. | poz. | rem. | por. | gol+ | gol- | bod |                          |
| ---- | ------------------ | --- | ---- | ---- | ---- | ---- | ---- | --- | ------------------------ |
| 1.   | Novo Vrijeme Apfel | 18  | 12   | 2    | 4    | 66   | 38   | 38  | doigravanje              |
| 2.   | Olmissum           | 18  | 12   | 0    | 6    | 59   | 43   | 36  | doigravanje              |
| 3.   | Futsal Dinamo      | 18  | 9    | 5    | 4    | 57   | 42   | 32  | doigravanje              |
| 4.   | Square             | 18  | 9    | 4    | 5    | 79   | 71   | 31  | doigravanje              |
| 5.   | Crnica             | 18  | 9    | 3    | 6    | 70   | 68   | 30  | doigravanje              |
| 6.   | Vrgorac            | 18  | 7    | 2    | 9    | 74   | 76   | 23  | doigravanje              |
| 7.   | Uspinjaĉa Gimka    | 18  | 6    | 5    | 7    | 57   | 65   | 23  | doigravanje              |
| 8.   | Alumnus            | 18  | 5    | 4    | 9    | 62   | 77   | 19  | doigravanje              |
| 9.   | Universitas        | 18  | 4    | 1    | 13   | 41   | 65   | 13  | kvalifikacije za 1. HMNL |
| 10.  | Split              | 18  | 2    | 4    | 12   | 49   | 69   | 10  | 2. HMNL                  |

### Rezultatska križaljka
Ažurirano: 22. srpnja 2020. 
| kratica | klub               | ALU | CRN | FDIN | NOVA | OLM | SPL | SQU | UNI | USPG | VRG |
| --- | ------------------ | --- | --- | ---- | ---- | --- | --- | --- | --- | ---- | --- |
| ALU | Alumnus            |     | 3:4 | 3:3  | 2:6  | 8:4 | 3:2 | 4:3 | 1:2 | 8:1  | 8:5 |
| CRN | Crnica             | 3:3 |     | 2:2  | 4:2  | 4:3 | 5:4 | 8:3 | 8:5 | 4:2  | 2:6 |
| FDIN | Futsal Dinamo      | 2:2 | 4:0 |      | 0:0  | 1:2 | 5:4 | 3:4 | 7:3 | 4:3  | 7:3 |
| NOVA | Novo Vrijeme Apfel | 4:1 | 4:0 | 5:2  |      | 2:0 | 8:0 | 3:4 | 5:2 | 4:4  | 4:2 |
| OLM | Olmissum           | 7:1 | 6:4 | 1:2  | 5:1  |     | 3:2 | 5:0 | 0:1 | 5:4  | 3:2 |
| SPL | Split              | 4:4 | 2:2 | 2:3  | 0:2  | 5:0 |     | 5:5 | 3:2 | 2:2  | 3:5 |
| SQU | Square             | 8:4 | 6:5 | 1:3  | 6:3  | 3:6 | 6:3 |     | 5:1 | 3:3  | 6:1 |
| UNI | Universitas        | 4:0 | 2:3 | 1:4  | 1:2  | 0:3 | 3:2 | 7:9 |     | 0:0  | 2:4 |
| USPG | Uspinjača Gimka    | 7:6 | 4:6 | 1:0  | 1:4  | 1:3 | 4:3 | 3:3 | 6:4 |      | 5:4 |
| VRG | Vrgorac            | 8:1 | 7:6 | 5:5  | 4:7  | 2:3 | 7:3 | 4:4 | 3:1 | 2:6  |     |
| |                    |     |     |      |      |     |     |     |     |      |     |
| podebljan rezultat - utakmice od 1. do 9. kola (1. utakmica između klubova) rezultat normalne debljine - utakmice od 10. do 18. kola (2. utakmica između klubova) prekrižen rezultat - poništena ili brisana utakmica p - utakmica prekinuta 3:0 p.f. / 0:3 p.f. - rezultat 3:0 bez borbe |                    |     |     |      |      |     |     |     |     |      |     |

 Izvori: 

## Doigravanje
Ažurirano: 22. srpnja 2020. 
| datum            | mj. odigravanja | klub1              | rez.                         | klub2           |                                                          |
| četvrtzavršnica  | četvrtzavršnica | četvrtzavršnica    | četvrtzavršnica              | četvrtzavršnica | četvrtzavršnica                                          |
| ---------------- | --------------- | ------------------ | ---------------------------- | --------------- | -------------------------------------------------------- |
| 8. srpnja 2020.  | Makarska        | Novo Vrijeme Apfel | 3:0                          | Alumnus         |                                                          |
| 7. srpnja 2020.  | Omiš            | Olmissum           | 6:1                          | Vrgorac         |                                                          |
| 7. srpnja 2020.  | Zagreb          | Futsal Dinamo      | 4:2 (2:2; 4:2 prod)          | Uspinjača Gimka |                                                          |
| 8. srpnja 2020.  | Dubrovnik       | Square             | 7:3 (3:3; 7:3 prod)          | Crnica          |                                                          |
|                  |                 |                    |                              |                 |                                                          |
| poluzavršnica    |                 |                    |                              |                 |                                                          |
| 12. srpnja 2020. | Omiš            | Olmissum           | 1:0                          | Futsal Dinamo   |                                                          |
| 13. srpnja 2020. | Makarska        | Novo Vrijeme Apfel | 5:2                          | Square          |                                                          |
|                  |                 |                    |                              |                 |                                                          |
| završnica        |                 |                    |                              |                 |                                                          |
| 16. srpnja 2020. | Makarska        | Novo Vrijeme Apfel | 4:5 (2:2; 3:3 prod; 1:2 pen) | Olmissum        | "Olmissum" prvak nakon boljeg izvođenja kaznenih udaraca |

 Izvori: 

## Vanjske poveznice
- hns-cff.hr, 1. HMNL
- crofutsal.com, 1. HMNL
- hrfutsal.net, 1. HMNL  Arhivirana inačica izvorne stranice od 4. svibnja 2019. (Wayback Machine)
- flashscore.com, 1. HMNL  Arhivirana inačica izvorne stranice od 7. ožujka 2018. (Wayback Machine)
- futsalplanet.com, Competitions